# Ukmergė
 Denne artikel handler om selve byen Ukmergė. Ordet Ukmergė bruges ofte også som en kort betegnelse for Ukmergė Kommune.
Ukmergė er en by i det centrale Litauen i Vilnius apskritis, 74 km nord for landets og apskritis hovedstad, Vilnius. Byen er hovedsæde og administrativt center i Ukmergė distriktskommune og har 27.452(2008) indbyggere.